# Franz Koritschoner
Franz Koritschoner (23 février 1892 - 8 juin 1941) est un homme politique communiste autrichien. Né à Vienne, Koritschoner est une figure emblématique du Parti communiste d'Autriche (KPÖ). Il est membre de son Comité central jusqu'en 1928. Il a traduit les œuvres de Lénine et dirigé l'organe central du parti, le journal Die Rote Fahne.

## Biographie
Koritschoner est issu d'une famille bourgeoise juive de Vienne. Il est le neveu de Rudolf Hilferding. Il s'engage dès le lycée dans les Jeunesses socialistes, et poursuit des études de droit. 
Il est l'un des organisateurs de la grève austro-hongroise de janvier 1918 et est arrêté quand celle-ci trouve son terme. Il rejoint le Parti communiste d'Autriche peu après sa fondation en 1918. En 1924, il devient responsable du journal hebdomadaire communiste Die Rote Gewerkschaft. En 1928, il se rend en Russie à l'appel de Boukharine, pour travailler avec l'Internationale syndicale rouge, et devient un proche collaborateur de son chef, Solomon Lozovsky. En 1938[réf. nécessaire], il rejoint le Parti communiste de l'Union soviétique. 
À la suite des purges staliniennes, il est arrêté en 1937 et envoyé en camp de travail. Sur décision de la Cour suprême soviétique, il est extradé vers l'Allemagne nazie et livré à la Gestapo le 7 avril 1941. 
Le 7 juin 1941, il est déporté à Auschwitz, où il est assassiné un jour plus tard. Sa mère et sa sœur, restées à Vienne, sont assassinées dans le camp de concentration de Theresienstadt. 
Après le rapport secret de Nikita Khrouchtchev en 1956, Koritschoner est réhabilité politiquement. 

## Voir également
- Autriche sous le nazisme
- Parti communiste d'Autriche